# Export Land Model
L'Export Land Model si riferisce al lavoro svolto dal geologo Jeffrey Brown, sulla base del lavoro altrui, e discusso ampiamente sul sito web The Oil Drum.  Schematizza il calo delle esportazioni di petrolio che si ottengono quando una nazione esportatrice sperimenta sia un picco nella produzione di petrolio sia un aumento del consumo interno di petrolio. In tali casi, le esportazioni diminuiscono ad un ritmo molto più veloce rispetto al calo della produzione di petrolio da solo.
L'Export Land Model è importante per le nazioni importatrici di petrolio, perché quando il tasso della produzione di petrolio a livello mondiale raggiunge il picco e comincia a declinare, il petrolio disponibile sul mercato mondiale si ridurrà molto più ripidamente di quanto scenderà la produzione totale.

## La teoria
All'avvicinarsi (o all'oltrepassare)  di un picco globale delle esportazioni di petrolio, il prezzo del petrolio esportato aumenta. Ciò stimola ulteriormente, nei paesi di esportazione (Export-Land), la crescita economica ed il consumo interno di petrolio, generando così un processo di feedback positivo tra il calo delle esportazioni e prezzi sempre più elevati. Alla fine, comunque, il livello di declino delle esportazioni supera di gran lunga il prezzo del petrolio in aumento, rallentando la crescita interna. In alcuni casi, un paese esportatore diventa alla fine un importatore netto di petrolio. È improbabile che una nazione esportatrice voglia limitare il consumo interno per aiutare i paesi importatori. Infatti, molti paesi esportatori di petrolio sovvenzionano il consumo interno tramite livelli di prezzo inferiori a quelli definiti dal mercato mondiale.

## Esempi di casi reali
Diverse nazioni, nel mondo reale, presentano le caratteristiche del Export Land Model. L'Indonesia è già passata dall'essere un esportatore di petrolio ad importare lei stessa petrolio, mentre l'Egitto è in bilico sull'orlo. Anche Malaysia e Messico hanno le caratteristiche del Export Land Model.